# Jacques Coene
Jacques Coene var en flamländsk målare, verksam i Paris och troligen även i Tournai, omtalad från slutet av 1300-talet fram till 1411.
Coene utförde miniatyrmålningar, bland annat i tideböcker åt samtidens furstar, bland annat hertig Johan av Berry och hertig Filip II av Burgund. Bevarade exempel på hans konst finns bland annat i biblioteken i Bryssel och Paris. Coene var en betydande mästare i övergången till det tidiga flamländska måleriet.